# يوهان جين
يوهان الجينات (بالفرنسية: Yohann Gène)‏ ولد بتاريخ 25 يونيو 1981 في بوانت-آه-بيتر، غوادلوب، هو دراج فرنسي في صنف سباق الدراجات على الطريق.

## وصلات خارجية
- الموقع الرسمي

## روابط خارجية
- يوهان جين على موقع الاتحاد الدولي للدراجات (الإنجليزية)
- يوهان جين على موقع أرشيف الدراجات (الإنجليزية)
- يوهان جين على موقع إحصائيات الدراجات الإحترافية (الإنجليزية)
- يوهان جين على موقع نسبة الدراجات (الإنجليزية)
- يوهان جين على موقع CycleBase (الإنجليزية)